# セメントミキサーズ
セメントミキサーズは、日本のバンドである。栃木県足利市から上京。

## 来歴
1989年5月27日、平成名物TV『三宅裕司のいかすバンド天国』（TBS）（『イカ天』）に出場。ボーカル、ギターの鈴木常之（当時35歳）とベースの増田俊行（当時18歳）との年齢差が17歳も離れていたことから、『35歳のおじさんが18歳の子供をだまして誘い、結成した』というような旨のメンバーの発言から「子供だましバンド」の通称を獲得するなど大いに受け、この回のチャレンジャー賞を獲得。6代目イカ天キングJITTERIN'JINNに挑戦、見事これを下して7代目イカ天キングの栄冠に輝く。荒い演奏で人気があり、6月10日まで3週勝ち抜くも、6月17日の放送にて突撃ダンスホールに敗れた。この時期は番組内のダイジェストコーナーで『イカ天戦国時代』と呼称されている。
1990年10月21日にNECアベニューからアルバム『笑う身体』を発売しメジャーデビュー。
しかし、CDは翌年
1991年7月21日のシングル
『それがどうした!!』のリリースのみを残し徐々に活動が縮小。後々にセメントミキサーズは解散。その後メンバーの内、鈴木常之は『鈴木常吉』として音楽ユニット『つれれこ社中』に参加。テレビドラマ『深夜食堂』（MBS/TBS）のオープニングテーマに使われた「思ひで」など、現在もソロ活動、ゲストミュージシャンとして出演など音楽活動や、映画『オーバー・フェンス』の俳優としての活動を続けている。また、『イカ天』内で演奏された作品の内『真っ赤な夕陽が燃えている』はマレーシアの張少林によって『見人講鬼話』のタイトルで客家語でカヴァーされ、同国では中国系住民を中心に人気曲となっている。

## メンバー
- 鈴木常之（すずき つねゆき、ボーカル&ギター）
上述のとおり、セメントミキサーズ解散後は『鈴木常吉』として音楽活動、俳優業を続けていた。
2020年7月6日食道癌の為死去。65歳没[1]。
- 茂木功（もてぎ いさお、ボーカル&ギター）
- 増田俊行（ますだ としゆき、ベース）
- 松村孝之（まつむら たかゆき、パーカッション）
- 佐藤揚彦（さとう あきひこ、ニ代目ドラム）
- 斎藤泰男（さいとう やすお、トランペット、メジャーデビュー前位に脱退）
- 姫野雅彦（ひめの まさひこ、初代ドラム、イカ天出演後の年内の辺りで脱退）

## 楽曲

### 『いかすバンド天国』で演奏した曲
- ヒ・メ・ジ （1989年5月27日）
- 東京ラッシャイ （1989年6月3日）
- 真っ赤な夕陽が燃えている （1989年6月10日）
- 山田一郎 四二才 （1989年6月17日）

### アルバム『笑う身体』
1. どのつらさげて （作詞 鈴木常之　作曲 茂木功）
2. 真っ赤な夕陽が燃えている （作詞 長谷川集平　作曲 長谷川集平）
3. 東京ラッシャイ （作詞 鈴木常之　作曲 茂木功）
4. 鉄の尻 （作詞 スズキコージ　作曲 茂木功）
5. 今日も怠けの雨が降る （作詞 鈴木常之　作曲 茂木功）
6. ヒ・メ・ジ （作詞 長谷川集平　作曲 茂木功）
7. 虫 （作詞 茂木功　作曲 茂木功）
8. 洲崎パラダイス （作詞 鈴木常之　作曲 茂木功）
9. のんきな父さん （作詞 鈴木常之　作曲 茂木功）
10. もう一杯 （作詞 長谷川集平　作曲 長谷川集平）
11. 山のディスコ （作詞 鈴木常之　作曲 茂木功）
12. 夜空 （作詞 鈴木常之　作曲 鈴木常之）
13. A Night On Earth （作詞 Carl Finch　作曲 Carl Finch）

### シングル『それがどうした!!』
1. それがどうした!!
2. きりがない

ゲストコーラスに手塚るみ子が参加していた。

### その他
- それがどうした!! (『グリコ』、『JOBTIME』のCMソング』)メンバーの

鈴木、茂木もCMに出演していた。
- きりがない （『マジカル頭脳パワー!!』（日本テレビ）の初代エンディングテーマだった。放送期間は1990年10月27日～1991年3月30日。）

### アルバム　鈴木常吉名義
- ぜいご（2010年12月26日）
- 望郷（2010年10月24日）
- 深夜食堂のうた（2016年11月2日）※コンピレーション
- オールウェイズラッキー（2020年11月24日）

### シングル　鈴木常吉名義
- 雨（2014年9月7日）

### 映画出演　鈴木常吉名義
- プ - レイブン役
- わたしたちの夏 - 庄平役
- オーバー・フェンス - 勝間田憲一役
- 夜明け - 米山源太役
- 俳優 亀岡拓次 - アコーディオン奏者役